# Maria Veen
Maria Veen (auch Maria-Veen) ist ein Ortsteil der Gemeinde Reken im Münsterland. Bekannt ist Maria Veen als Standort der sozialen Einrichtung Benediktushof.

## Geographie
Maria Veen liegt im Osten des Rekener Gemeindegebietes am nördlichen Rand der Rekener Berge. Im Norden von Maria Veen fließt der Heubach, der hier die Grenze zur Stadt Dülmen bildet. Direkt östlich von Maria Veen liegen die Heubachwiesen und der Merfelder Bruch mit der Wildpferdebahn.

## Kultur und Sehenswürdigkeiten

### Benediktushof

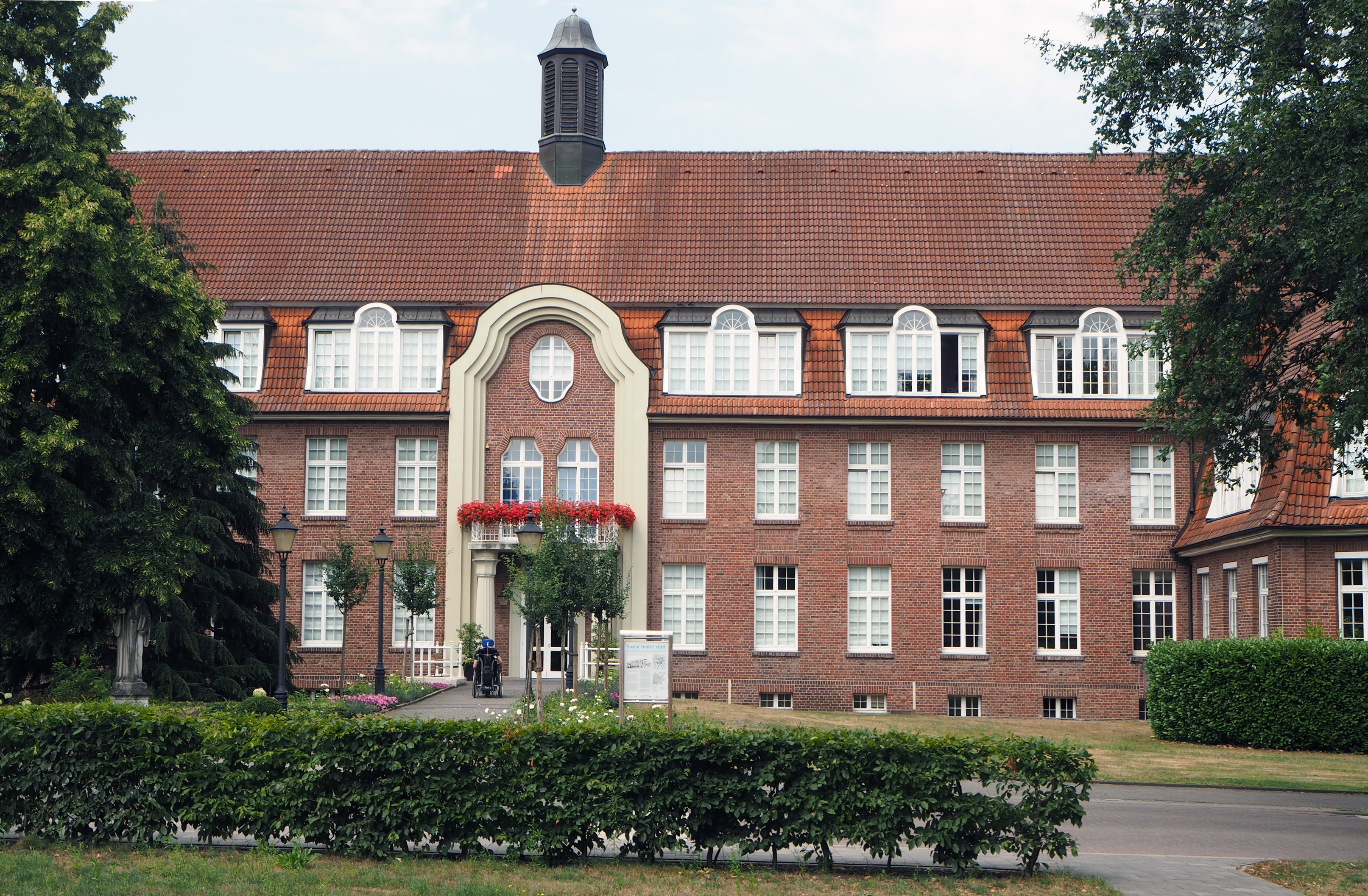
Benediktushof Maria Veen

Südlich im Siedlungsgebiet liegt der Benediktushof, der in kirchlicher Trägerschaft vor allem auf die Ausbildung körperlich und geistig Behinderter spezialisiert ist. Er entstand ab den 1920er Jahren als Sonderschule und wird seitdem stetig ausgebaut und erweitert.

### Kloster und Gymnasium der Marianhiller Missionare
Direkt neben dem Benediktushof befinden sich die Gebäude des ehemaligen Trappistenklosters Maria Veen, das 1952 von den Mariannhiller Missionaren in ein katholisches Gymnasium umgewandelt wurde, welches für die regionale Schullandschaft wichtig geworden ist und ca. 650 Schüler hat (2021).

## Verkehr

### Bahnverkehr

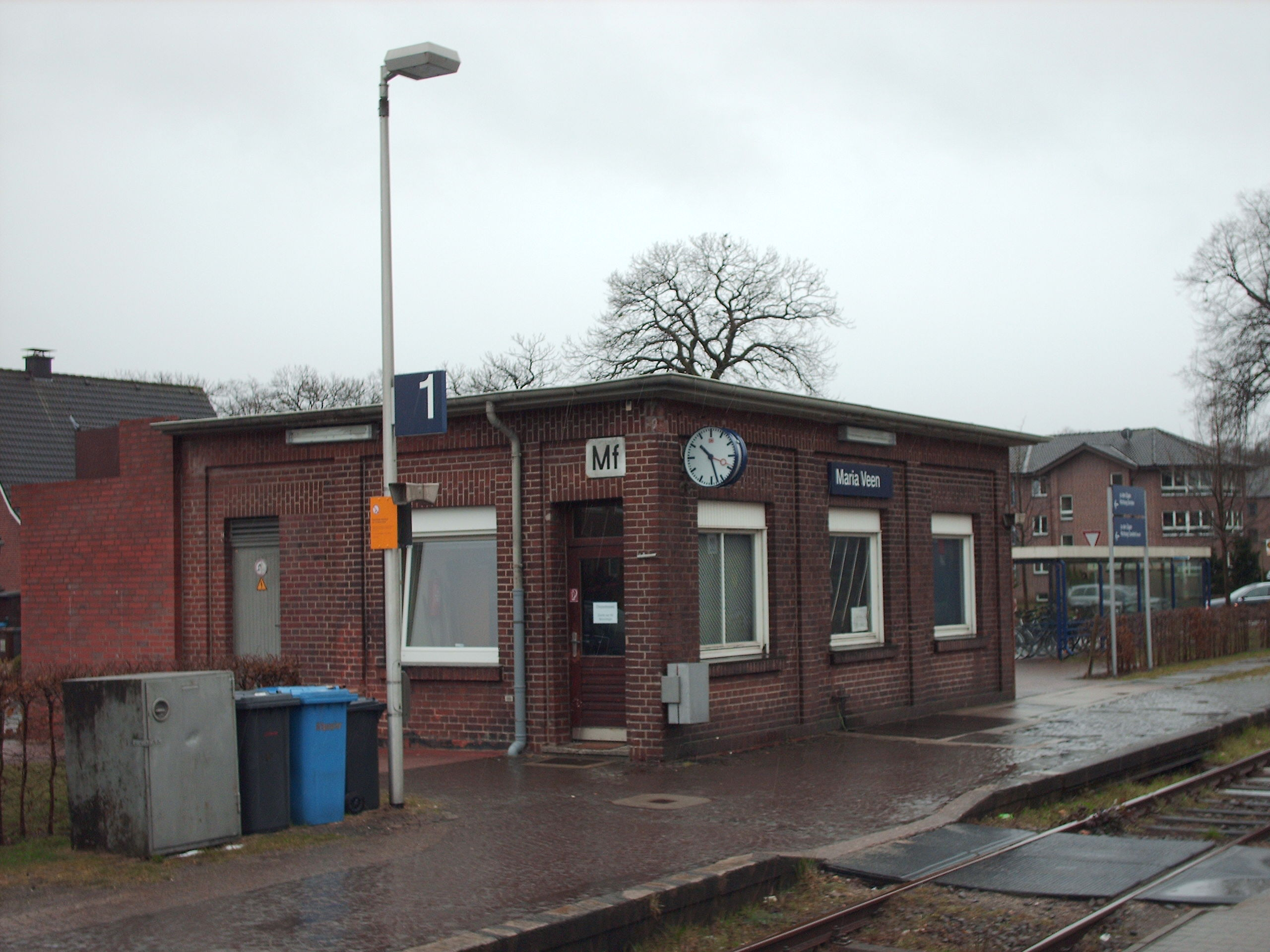
Haltepunkt Maria Veen

Durch den Ort verläuft die Bahnstrecke Duisburg–Quakenbrück, die hier auf dem Abschnitt Coesfeld – Dorsten – Gladbeck – Bottrop – Essen von der Linie RE 14 befahren wird. Der Bahnhof Reken-Maria Veen liegt an dieser Strecke.
Bis 2019 fanden an diesem Bahnhof die Zugkreuzungen der damaligen Linie RB 45 (seit 2021 in RE 14 integriert) statt, diese wurden nach Inbetriebnahme des Haltepunktes Klein Reken zum Bahnhof Reken verlegt. Das seitdem unbenutzte zweite Gleis  wurde bei Instandhaltungsarbeiten im Juli 2024 inklusive den dazugehörigen Signalen und Weichen entfernt.
| Linie | Verlauf | Takt   |
| ----- | --- | ------ |
| RE 14 | Emscher-Münsterland-Express: Coesfeld (Westf) – Reken-Maria Veen – Reken – Reken-Klein Reken – Lembeck – Wulfen (Westf) – Hervest-Dorsten – Dorsten – Feldhausen – Gladbeck-Zweckel – Gladbeck West – Bottrop Hbf – Essen-Borbeck – Essen Hbf Stand: Fahrplanwechsel Dezember 2023 | 60 min |

### Busverkehr
Neben dem Bahnanschluss ist Maria Veen über Linienbusse an die Kreisstadt Borken und Münster angebunden.
Zentrale Bushaltestellen in Maria Veen sind neben dem Bahnhof die etwa 200 m westlich entfernte Haltestelle Schemmer, welcher von Groß Reken aus kommend eine besseren Anbindung an den Ortskern und dem Benediktushof anbietet, sowie das Busterminal Missionsschule am Marianhiller Gymnasium, von wo die Schüler- und Verstärkerlinien beginnen bzw. enden. Außerhalb der Schulzeiten wird nur die benachbarte Haltestelle an der Landstraße angefahren.
Die Sprinterbus-Haltestelle B67n liegt deutlich abgelegener am Abzweig vom derzeitigen Ende der Bundesstraße 67 nach Maria Veen, von dort beträgt der Fußweg bis zur Ortschaft etwa eine Dreiviertelstunde. Zur Anbindung aller Rekener Ortsteile an die Sprinterbusse der Linie S75 in Richtung Münster und umgekehrt verkehrt nach Bedarf die Taxibuslinie T18, dessen Fahrzeiten an die S75 angepasst sind. Frühmorgens verkehrt montags bis freitags eine Fahrt unter der Liniennummer 18 ohne Voranmeldung. Zur Anbindung an die Sprinterbusse in Richtung Bocholt (sowie an die Busse nach Ahaus) dient stattdessen die Regiobus-Linie R74, welche Maria Veen mit Hülsten und Groß Reken sowie darüber hinaus mit Heiden und Borken verbindet.
Die Schülerbuslinie 716 stellt an Schultagen Verbindungen vom Marianhiller Gymnasium in die anderen Rekener Ortsteile sowie in die Dorstener Stadtteile Lembeck und Rhade her. Viermal wochentags verkehrt zusätzlich die Bürgerbus-Linie B15 u. a. mit Haltestellen an der Ellering-Schule im Ortskern sowie am Benediktushof mit Anbindung an Groß Reken und Hülsten.
| Linie | Verlauf | Takt                                            | Betreiber                    |
| ----- | --- | ----------------------------------------------- | ---------------------------- |
| S75   | Münster (Westf) Hbf – Merfeld – Maria Veen – Bahnhof Borken – Rhedebrügge – Rhede – Bahnhof Bocholt – Bocholt Bustreff                                                 | 30/60 min (Mo–Fr), 60 min (Sa), 120 min (So)    | B. Menchen GmbH/Westfalenbus |
| R74   | Hülsten, Schule – Maria Veen – Groß Reken – Heiden – Bahnhof Borken – Borken, Friedhof                                                                                 | 60 min mit Verstärkern (Mo–Fr), 120 min (Sa–So) | Regionalverkehr Münsterland  |
| B15   | Bürgerbus: Hülsten, Schule – Maria Veen, Bahnhof – Groß Reken, Alte Kirche                                                                                             | Mo–Fr. 4× täglich                               | Bürgerbusverein Reken e. V.  |
| 716   | Groß Reken, Alte Kirche – Maria Veen, Bahnhof – Hülsten, Schule – Bahnhof Reken, Sekundarschule – Klein Reken, Ort – Lembeck, Busbahnhof – Rhade, Bahnhof – Rhade, Ort | an Schultagen                                   | RVM                          |
| T18   | Taxibus: S75 Maria Veen, B67n – Maria Veen, Bahnhof – Hülsten, Schule – Groß Reken, Alte Kirche – Bahnhof Reken, Bahnhof – Klein Reken, Ort                            | an S75 angepasst                                | RVM                          |